# Gendt
Gendt è una località e un'ex-municipalità dei Paesi Bassi situata nella provincia della Gheldria. Soppressa il 1º gennaio 2001, il suo territorio, assieme al territorio del comune di Huissen, è stato incorporato in quello della municipalità di Bemmel.
Il 1º gennaio 2003 La municipalità di Bemmel, il ha cambiato il suo nome in Lingewaard.